# Ninilchik (Alaska)
Ninilchik (Нинильчик en ruso) es un lugar designado por el censo ubicado en el borough de Península de Kenai en el estado estadounidense de Alaska. En el año 2000 tenía una población de 772 habitantes y una densidad poblacional de 1,4 personas por km².

## Geografía
Ninilchik se encuentra ubicada en las coordenadas 60°2′47″N 151°40′2″O / 60.04639, -151.66722.

## Demografía
Según la Oficina del Censo en 2000 los ingresos medios por hogar en el lugar designado por el censo eran de $36.250, y los ingresos medios por familia eran $41.750. Los hombres tenían unos ingresos medios de $29.861 frente a los $22.750 para las mujeres. La renta per cápita para el lugar designado por el censo era de $18.463. Alrededor del 13,9% de la población estaban por debajo del umbral de pobreza.

## Idiomas
Recientemente se ha descubierto un grupo de personas de avanzada edad que conservan un dialecto del ruso como su lengua materna, que se llevó durante el periodo en el que Rusia poseía Alaska. Este dialecto, como características, ha perdido el género neutro y el femenino ha reducido su uso. Se usan palabras comunes del ruso de Rusia, pero algunas han cambiado su significado. También usan algunas siberianas y provenientes de las lenguas indígenas de Alaska y del inglés. Probablemente este grupo de personas sea alrededor de 20 y de ascendencia rusa o mestiza.